# Oxyurus vermiformis
Oxyurus vermiformis és una espècie de peix pertanyent a la família dels còngrids i l'única del gènere Oxyurus.